# Eulalia annua
Eulalia annua är en gräsart som beskrevs av Bryan Kenneth Simon. Eulalia annua ingår i släktet Eulalia och familjen gräs. Inga underarter finns listade i Catalogue of Life.